# UTC+11
UTC+11 er betegnelsen for den tidszone hvor klokken er 11 timer foran UTC.

## UTC+11 bruges somsommertidpå den sydlige halvkugle
- Dele af Australien (Australian Capital Territory, delstaterne New South Wales (undtaget byen Broken Hill, men inkl. øen Lord Howe Island som har UTC+10:30 som standard tid), Tasmanien, Victoria)

## UTC+11 bruges året rundt
|  | EET  | Kaliningrad-tid   | UTC+2  | (MSK–1) |
|  | MSK  | Moskva-tid        | UTC+3  | (MSK±0) |
|  | SAMT | Samara-tid        | UTC+4  | (MSK+1) |
|  | YEKT | Jekaterinburg-tid | UTC+5  | (MSK+2) |
|  | OMST | Omsk-tid          | UTC+6  | (MSK+3) |
|  | KRAT | Krasnojarsk-tid   | UTC+7  | (MSK+4) |
|  | IRKT | Irkutsk-tid       | UTC+8  | (MSK+5) |
|  | YAKT | Jakutsk-tid       | UTC+9  | (MSK+6) |
|  | VLAT | Vladivostok-tid   | UTC+10 | (MSK+7) |
|  | MAGT | Magadan-tid       | UTC+11 | (MSK+8) |
|  | PETT | Kamtjatka-tid     | UTC+12 | (MSK+9) |

### Asien
- I dele af Rusland (Magadan oblast, Sakhalin oblast og 6 østlige distrikter i Republikken Sakha (Jakutien)) hvor tiden kaldes Magadan tid eller MSK+7 da tidszonen er 7 timer foran Moskva tid

### Oceanien
- Dele af Mikronesien (delstaterne Kosrae og Pohnpei)
- Ny Kaledonien (hører under Frankrig)
- Norfolk Island (hører under Australien)
- Bougainville (hører under Papua Ny Guinea)
- Salomonøerne
- Vanuatu

### Antarktis
- Nogle baser på Antarktis